# Międzynarodowe Głogowskie Spotkania Jazzowe
Międzynarodowe Głogowskie Spotkania Jazzowe – festiwal muzyki jazzowej odbywający raz do roku, jesienią w Głogowie.
Początków festiwalu należy szukać przed rokiem 1985 kiedy to w Głogowie prężnie działały osiedlowe jednostki kultury. Wtedy też powstała idea stworzenia listopadowych spotkań jazzowych. Pierwszymi organizatorami spotkań byli: Zbigniew Rybka, Mirosław Grzeszczak, Grzegorz Mazik i Piotr Tomicki